# Узнацький Кут
Узнацький Кут (біл. вёска Узнацкі Вугал) — село в складі Борисовського району Мінської області, Білорусь. Село підпорядковане Зачистівській сільській раді, розташоване в північно-східній частині області.